# 下多賀神社
下多賀神社（しもたがじんじゃ）は、静岡県熱海市下多賀にある神社。
多賀小学校・多賀幼稚園に隣接した、下多賀地区の中心的な神社である。

## 歴史
慶長年代以前は「中村大明神」と称し、1679年（延宝７年）に「松尾大明神」、そして1873年（明治6年）に現在の「下多賀神社」へと改名された。
下多賀地区の山中には江戸城の築城石の石切場（石丁場）があったが（江戸城石垣石丁場跡）、当神社の所在地の昔の字「新釜」には、築城石を管理する「石番」が置かれていたと、福岡藩の史料に記されている。国道135号沿いの沿岸部には、その築城石の船積場跡があり、例大祭における御旅所になっている。
来宮神社、多賀神社、阿治古神社などと同じく、「鹿島踊り」の風習があり、市の民俗無形文化財に指定されている。

## 祭神
上多賀地区の多賀神社と同じ。
- 伊弉諾尊
- 伊弉册尊

## 境内
- 本殿
- 社務所
- 狛犬
- 鳥居

### 境内社
- 秋葉神社（祭神・カグツチ）
- 天神社（祭神・菅原道真）
- 庚申社（祭神・猿田彦）
- 水神社（祭神・ミヅハノメ）
- 琴平社（祭神・大物主神）
- 疱瘡社
- 龍神社

### その他
- 道祖神
- 夫婦石
- 忠魂碑

### 植物
- ホルトノキ
- クスノキ

## 祭事
- 水浴びせ式/水浴びせ踊り（1月2日）[5]
- 天王祭（7月13日）[6] - 元来は隣接する中野地区（住所上は下多賀地区に包含）の津島神社（祭神・素戔嗚（牛頭天王））の例大祭だったものを、同じ下多賀地区として、また熱海市内の他地区の7月の夏祭りと連動する格好で行うようになった[7]。
- 例大祭（10月中旬、2日間）[1] - 宵宮祭と本祭[8][9]。

## 周辺
北脇を宮川（みやがわ）が流れている。
南隣りに熱海市立多賀小学校・多賀幼稚園がある。

## アクセス
- 東海バス : バス停「下多賀」と「JA下多賀支店」の狭間。徒歩1分。